# Carex castroviejoi
Carex castroviejoi är en halvgräsart som beskrevs av Modesto Luceño och Jim.Mejías. Carex castroviejoi ingår i släktet starrar, och familjen halvgräs. Inga underarter finns listade i Catalogue of Life.